# Martin Kopp
Martin Kopp (* 25. srpna 1983 Praha) je český režisér, scenárista a herec.

## Život
Narodil se 25. srpna roku 1983 v Praze. Během studia začínal natáčet amatérské filmy. Po konci gymnázia začal studovat Soukromou vyšší odbornou filmovou školu v Písku, kde se věnoval především scénářům.
V roce 2006 začínal s filmařinou v České televizi na scénáři úspěšného krátkého filmu Hranice. Film byl velmi chválen. Největším úspěchem byl seriál Vyšehrad z roku 2016, který režíroval. První film, který režíroval, byl snímek Bajkeři z roku 2017. Film se ale neshledal s velkým úspěchem. Následovaly filmy 3Bobule a Vyšehrad: Fylm.
Spolupracoval také na seriálech Vinaři, Ohnivý kuře, Jetelín, Tátové na tahu, Dáma a Král nebo Jedna rodina.

## Filmografie

### Režie

#### Filmy
- Bajkeři (2017)
- 3Bobule (2020)
- Vyšehrad: Seryjál (2020)
- Vyšehrad: Fylm (2022)
- Vyšehrad Dvje (2025) – připravovaný

#### Seriály
- Ulice (2005)
- Čapkovy kapsy (2011)
- PanMáma (2013)
- Vinaři (2015)
- Vyšehrad (2016) a (2017)
- Jetelín (2016)
- Ohnivý kuře (2017) a (2018)
- Tátové na tahu (2018)
- Linka (2019)
- Pan profesor (2021)
- Hvězdy nad hlavou (2021)
- Hořký svět (2022)
- Dáma a Král (2022)
- Sedm schodů k moci (2023)
- Jedna rodina (2023) a (2024)

### Scenárista

#### Pořady
- Neobyčejné životy (2010)

### Herectví

#### Seriály
- Černá sanitka (2008)

#### Filmy
- Vyšehrad: Fylm